# Ioana Olteanu
Ioana Olteanu (Sulița, 25 februari 1966) is een Roemeens voormalig roeister. Olteanu maakte haar debuut met een zilveren medaille in de acht tijdens de Olympische Zomerspelen 1992. Olteanu won met de Roemeense acht de wereldtitel tijdens de wereldkampioenschappen roeien 1993. Tijdens de Olympische Zomerspelen 1996 won Olteanu de gouden medaille in de acht. Olteanu won drie op één volgende wereldtitels in de acht tijdens de wereldkampioenschappen roeien 1997, 1998 en 1999. Olteanu sloot haar carrière af met de olympische titel in de acht in 2000.

## Resultaten
- Olympische Zomerspelen 1992 in Barcelona  in de acht
- Wereldkampioenschappen roeien 1993 in Račice 5e in de vier-zonder-stuurvrouw
- Wereldkampioenschappen roeien 1993 in Račice  in de acht
- Wereldkampioenschappen roeien 1994 in Indianapolis 4e in de vier-zonder-stuurvrouw
- Wereldkampioenschappen roeien 1994 in Indianapolis  in de acht
- Wereldkampioenschappen roeien 1995 in Tampere  in de acht
- Olympische Zomerspelen 1996 in Atlanta  in de acht
- Wereldkampioenschappen roeien 1997 in Aiguebelette-le-Lac  in de vier-zonder-stuurvrouw
- Wereldkampioenschappen roeien 1997 in Aiguebelette-le-Lac  in de acht
- Wereldkampioenschappen roeien 1998 in Keulen  in de dubbel-twee
- Wereldkampioenschappen roeien 1998 in Keulen  in de acht
- Wereldkampioenschappen roeien 1999 in St. Catharines 10e in de dubbel-twee
- Wereldkampioenschappen roeien 1999 in St. Catharines  in de acht
- Olympische Zomerspelen 2000 in Sydney  in de acht

1976: Goretzki & Knetsch & Richter & Ahrenholz & Kallies & Ebert & Lehmann & Müller & Wilke ·
1980: Boesler & Neisser & Köpke & Schütz & Kühn & Richter & Sandig & Metze & Wilke ·
1984: O'Steen & Metcalf & Bower & Graves & Flanagan & Norelius & Thorsness & Keeler & Beard ·
1988: Strauch & Zeidler & Haacker & Wild & Kluge & Schröer & Balthasar & Stange & Neunast ·
1992: Barnes & Taylor & Delehanty & Crawford & McBean & Worthington & Monroe & Heddle & Thompson ·
1996: Tănase & Cochelea & Gafencu & Spîrcu & Olteanu & Lipă & Popescu & Ignat & Georgescu ·
2000: Damian & Susanu & Olteanu & Cochelea & Dumitrache & Lipă & Gafencu & Ignat & Georgescu ·
2004: Florea & Susanu & Bărăscu & Papuc & Gafencu & Lipă & Damian & Ignat & Georgescu ·
2008: Cafaro & Cummins & Davies & Francia & Goodale & Lind & Logan & Shoop & Whipple ·
2012: Cafaro & Francia & Lofgren & Ritzel, Musnicki & Logan & Lind, Davies & Whipple ·
2016: Elmore & Gobbo & Logan & Musnicki, Polk & Regan & Schmetterling & Simmonds & Snyder ·
2020: Roman & Gruchalla-Wesierski & Roper & Proske & Grainger & Mailey & Payne & Wasteneys & Kit ·
2024: Rusu & Anghel & Bodnar & Lehaci & Adam & Bereș & Vrînceanu & Radiș & Petreanu